# Kute Genting
Kute Genting is een bestuurslaag in het regentschap Aceh Tenggara van de provincie Atjeh, Indonesië. Kute Genting telt 184]